# جون ويليام هاس
جون ويليام هاس (بالإنجليزية: John William Haas)‏ هو طيار بحري في الولايات المتحدة ‏ أمريكي، ولد في 14 يونيو 1907 في سيوكس سيتي في الولايات المتحدة، وتوفي في 4 يونيو 1942 في جزر الميدواي في الولايات المتحدة.